# 압셰론구
압셰론구(아제르바이잔어: Abşeron rayonu, 러시아어: Апшеронский район)는 아제르바이잔의 구로 행정 중심지는 흐르달란이며 면적은 1,360km2, 인구는 101,300명(2007년 기준)이다. 구 이름은 페르시아어로 "소금기가 있는 곳"을 뜻하는 단어인 "압슈란"(آبشوران)에서 유래된 이름이다.